# Zonza
Zonza (/ˈʦɔnʦa/, in corso Zonza /ˈʦɔ̃nʦa/) è un comune francese di 2 745 abitanti situato nel dipartimento della Corsica del Sud nella regione della Corsica.
Si trova tra le montagne della Corsica meridionale, in una foresta, all'incrocio delle strade che collegano Propriano, Sartène e Porto Vecchio da cui è diviso dal passo della Bocca d'Illarata, mentre è collegata a Sari-Solenzara attraverso la Bocca di Larone.

## Società

### Evoluzione demografica
Abitanti censiti
È collegata a Sari-Solzenara tramite il passo della Bocca di Larone (in francese chiamato talvolta Col de Murello).

## Sport

### Impianti sportivi
Nel comune ha sede l'ippodromo più alto in Europa.

## Altri progetti

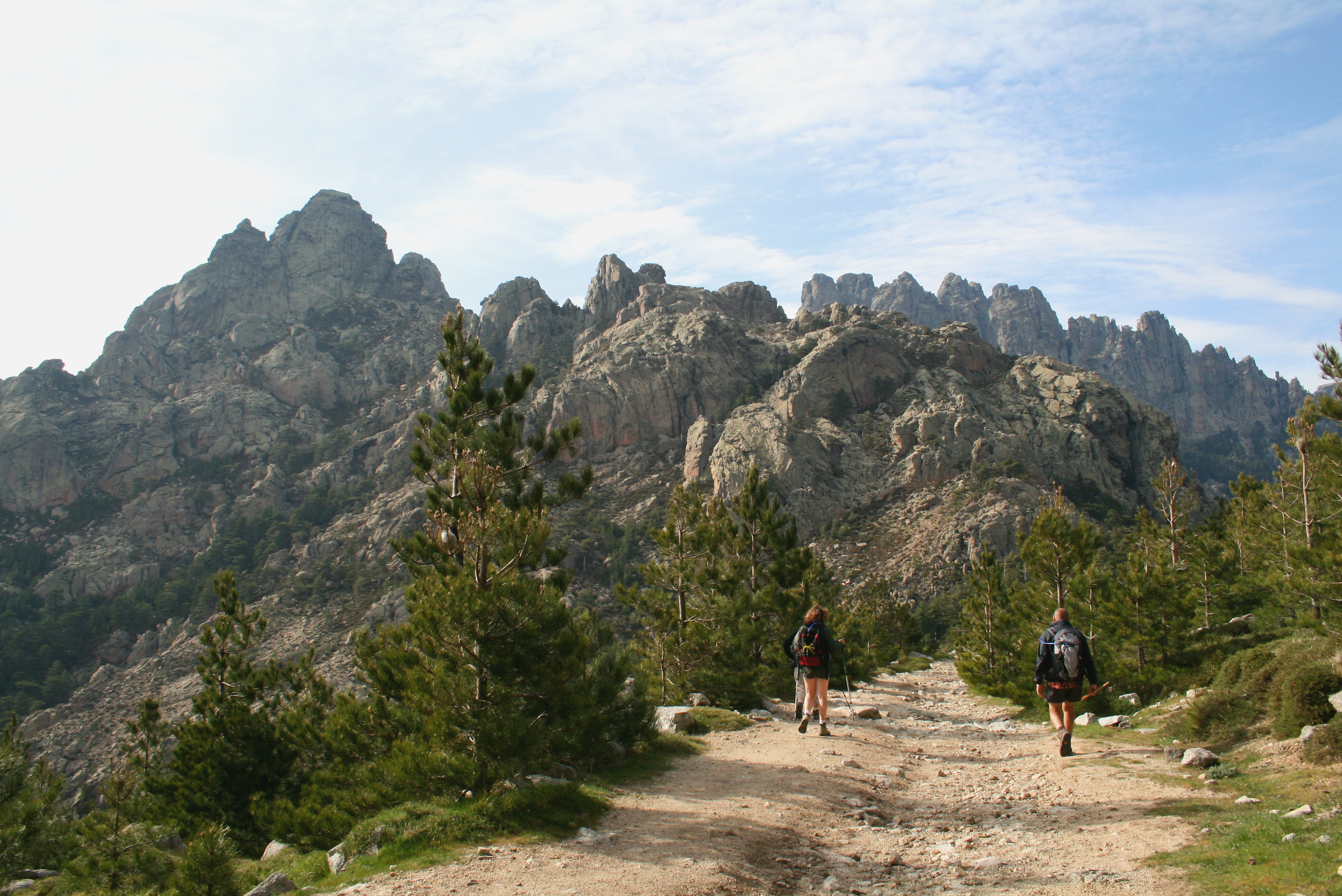
Zonza, le Cime di Bavella.